# Lilium eupetes
Lilium eupetes ist eine Art in der Asiatischen Sektion der Gattung der Lilien (Lilium). Die epiphytisch lebende Art ist nur aus Nord-Vietnam bekannt. Sie wurde 2008 erstbeschrieben.

## Beschreibung
Lilium eupetes ist eine epiphytisch wachsende, ausdauernde, krautige Pflanze, die Wuchshöhen bis zu 45 Zentimeter erreicht. Die rundliche Zwiebel hat einen Durchmesser von rund 2,5 Zentimeter und ist aus gelblich-weißen, eiförmig-keulenförmigen oder länglich-runden Schuppen zusammengesetzt, an ihrem äußeren Ende laufen sie spitz zu. Am Ansatz des aufrechten, kahlen, grünen Stängels entspringen die Wurzeln.
Die 17 bis 19 wechselständig angeordneten, nur kurz gestielten Blätter sind lanzettlich oder schmal-elliptisch, 5 bis 6,5 (selten ab 3) Zentimeter lang und 10 bis 16 Millimeter breit. Sie sind bis auf die rötlich eingefärbte Mittelrippe hellgrün, beidseitig kahl und ganzrandig. In den Achseln der oberen Blätter sitzen häufig ein bis drei kleine, kegelförmige Bulbillen, während der Welke drehen sich die Blätter nach unten kreisförmig ein, beim Abfallen des Blatts verbleiben die Bulbillen daran.
Die meist einzeln, selten zu zweit stehenden, nickenden und glocken- bis sternförmigen Blüten stehen an einem kastanienbraunen Blütenstiel. Die Blütenhüllblätter sind innen durchgängig kastanienrot, nur an den Außenseiten der Spitzen der äußeren sowie an der Mittelrippe der inneren grünlich. Die äußeren Blütenhüllblätter sind 4 Zentimeter lang und 1,6 Zentimeter breit, eiförmig lanzettlich, kahnförmig und auf der Oberfläche fein papillös. Zum äußeren Ende hin laufen sie spitz zu und sind leicht zurückgebogen. Die inneren Blütenhüllblätter sind 4 Zentimeter lang und rund 1 Zentimeter breit, die Nektarrinne ist papillös und grünlich-gelb.
Die Staubblätter weisen von der Blütenmitte weg und sind kürzer als der Griffel, die rund 16 Millimeter langen Staubfäden sind hellrot und kahl, die Staubbeutel 11 bis 12 Millimeter lang. Das Konnektiv ist rot, der Pollen orange.
Der Fruchtknoten ist von zylindrischer Form, glänzend hellrot und etwas kürzer als die Staubbeutel. Der kastanienrote Griffel ist schwach aufgebogen, die Narbe ist weiß und nur geringfügig breiter als der Griffel.
Die Frucht ist eine hellbraune Kapsel, 3 Zentimeter lang und rund 1,5 Zentimeter breit, zur Reife steht der Stiel aufrecht. Die zahlreichen Samen sind scheibenförmig, hellbraun und messen rund 2 Millimeter im Durchmesser.

## Verbreitung
Die Pflanzen finden sich in der nordvietnamesischen Provinz Lào Cai in Höhenlagen zwischen 1900 und 2000 Meter auf Moosuntergründen in hohen Bäumen und Astgabeln.
Genauere Informationen zu den Standorten werden derzeit nicht gegeben, da illegale Plünderungen durch chinesische Sammelteams befürchtet werden.

## Systematik
Die Art wurde 2006 von Bleddyn and Sue Wynn-Jones entdeckt und 2008 durch Julian Mark Hugh Shaw in Plantsman, neue Serie, Band 7, Teil 1, Seite 39–40 erstbeschrieben. Das Art-Epitheton leitet sich aus dem Griechischen her und bedeutet so viel wie „gut fliegend“. Dies verweist auf den Ausbreitungsmechanismus der Achselbulbillen, die fest an dem während der Welke einen Ring formenden Blatt verbleibend, vom herabfallenden Blatt weit getragen werden können.
Eng verwandt ist Lilium arboricola, die ansonsten einzige bekannte epiphytisch lebende Lilienart.

## Nachweise
- Julian Shaw: Three new Crûg Farm introductions In: The Plantsman n.s., 7(1), S. 39–43, 2008, Online (PDF; 299 kB)